# Hrvatsko plemstvo
Hrvatsko plemstvo se razvijalo od najraniji vremena prilagođavajući se vremenu i vladanju.
Prvo plemstvo stare hrvatske države, koja je zapremala današnju Hrvatsku i Bosnu, razvilo se iz specifičnog hrvatskog političkog i socijalnog uređenja.
Pod utjecajem zapadno-europske kulture to se je plemstvo – hrvatsko praplemstvo – počelo već u doba vladanja hrvatskih narodnih dinastija pretvarati u čisto narodno plemstvo. U sve tješnjoj političkoj i kulturnoj vezi sa srednjom i zapadnom Europom pomalo je nestajalo tog čisto hrvatskog narodnog plemstva, a na njegovo mjesto stupalo je novo, feudalno plemstvo stvarano od kraljeva tuđinskih dinastija i moćnih domaćih velikaša. Ovo plemstvo nastajalo je po darovnicama kraljeva i velikaša.
Sve jačim stjecanjem vlasti u rukama kraljeva prešlo je pravo podjeljivanja plemstva isključivo na kraljeve, (a u Dalmaciji i na mletačku vladu). Dok su kraljevi imali raspoloživih dobara oni su plemstvo podjeljivali darovnicama. Kad kraljevi više nisu imali, počeli su podjeljivati plemstvo grbovnicama ili plemićkim listom. Taj konačni način podjeljivanja plemstva održao se je do najnovijeg doba.

## Praplemstvo

### Rodovsko plemstvo
Hrvati su osnovavši svoju državu, zadržali podjelu na plemena. Kao u svojoj pradomovini, tako i u uređenoj hrvatskoj državi hrvatska su plemena bila sastavljena od bratstava vezanih krvnim srodstvom, a ova od rodova. Teritorij na kojemu je živjelo pleme zvalo se župa. Rodom je upravljao domaćin, bratstvom čelnik, a plemenom župan. Među članovima, rodova, bratstava, plemena, nije bilo staleških razlika – svi su bili među sobom jednaki. Župan je obično biran iz najuglednijeg i najjačeg bratstva, a tako i vojvoda, sudac, mali knezovi i drugi časnici. U tome je zametak hrvatskog plemstva – praplemstva. Od tog plemstva ima još i danas mnogo izravnog potomstva.
Obitelji koje mogu dokazati svoje podrijetlo od starih hrvatskih plemena pripadaju čistom hrvatskom praplemstvu, a bile su u svako doba od ugarskih kraljeva priznate.

### Oligarhijsko plemstvo
U isto vrijeme dok se u hrvatskoj počelo razvijati plemstvo u dalmatinskim je gradovima pod bizantskom vlašću, ograničen broj uglednih gradskih obitelji prigrabio vlast i isključivo pravo upravljanja gradskim općinama. Ove obitelji domogavši se vlasti – vlastela – same su odlučivale koliko će od vlasti prepustiti svojim sugrađanima bez vlasti: građanima, pučanima i u grad doseljenim plemićima. Ova su vlastela formirala oligarhijsko plemstvo, a ostaci su rimskih i bizantskih odličnih građana, koji su se pretežnim dolaskom Slavena u gradove i u vlasteoska vijeća krvno poslavenili, iako su u diplomaciji zadržali latinsku kulturu.

### Feudalno plemstvo
Prestankom narodne dinastije u hrvatskoj državi 1102. godine i dolaskom Arpadovića na hrvatsko prijestolje počinje razdoblje feudalnog plemstva. U tom razdoblju, a za vladavine Arpadovića, Anžuvinaca i vladara iz raznih kraljevskih kuća, još u Hrvatskoj prevlađuje plemensko plemstvo. U tom razdoblju plemstvo je podjeljivano samo darovnicama, a podjeljivali su ga i moćni hrvatski velikaši kao Šubići, Krčki, Babonići, Nelipići i drugi, 
U Bosni su bosanski banovi iz plemena Borića i kraljevi podjeljivali plemstvo. Dodjeljivanje plemstva u Bosni traje do 1463. godine, a u Hercegovini do 1487.

## Od 1409. do 1527. godine
U Dalmaciji Venecija do 1520 nije podjeljivala plemstvo, nego se ograničila samo na gdjekoje pojedinačno priznavanje plemstva ili naslova „conte“ plemićima koji su pred Turcima bježali iz Bosne u Dalmaciju.  Sve oligarhijsko plemstvo koje je Venecija zatekla 1409. godine, odnosno 1420., je priznala kada je prihvatila lokalne statute i povlastice. Tada im je prepustila potpunu samoupravu i lokalnu vlast, te su oni sami odlučivali koga će primiti u svoje vlasteosko vijeće (communitas). Građani i pučani imali su također svoje vijeće (universitas), ali ono nije moglo odlučivati ni o čemu, već samo savjetovati o poslovima općine.
Od 1438. godine u Hrvatskoj se počinju dodjeljivati plemstva pretežno grbovnicama ili plemićkim listovima.

## Od 1527. do 1740.
U ovom razdoblju plemstvo ima značaj hrvatskog ili ugarsko-hrvatskog, a rjeđe austrijskog plemstva. Počinju se dijeliti naslovi.
Venecija je do 1718., u vrijeme velike turske ekspanzije podijelila nekim junacima ratova plemstvo i naslov „conte“. U kasnijem razdoblju do propasti Mletačke republike – 1797. godine – podijeljeno je najviše plemstva u Dalmaciji.
Doseljenim plemićima iz Hrvatske, Bosne i drugih zemalja na područja dalmatinskih gradova i plemićkih općina, odnosno na područja pod vlašću Venecije, nije priznavano plemstvo. Većina ovih plemića bili su smatrani građanima ili pučanima te su morali vršiti i sve dužnosti običnih građana bez ikakvih povlastica – čak i u župskim knjigama nisu bili upisani kao plemići.
Tek nakon proglašenja feudalnog zakona 1634. godine, a povodom ratova s Turcima, Venecija je podijelila nešto plemstva i to većinom onima koji su već bili plemići.

## Od 1740. do 1806.
U ovom razdoblju počinje jasnije diferenciranje plemstva na ugarsko (ugarsko-hrvatsko) i na austrijsko ili austrijskih nasljednih zemalja plemstvo. Počinje podjeljivanje i čistog vojničkog plemstva poveljom ili diplomom. Podijeljena plemstva su austrijska s njemačkim pridjevcima.

## Od 1806. do 1918.
Podijeljeno plemstvo ima značaj austrijskog i ugarsko-hrvatskog plemstva, a plemićki pridjevci većinom su hrvatski.

## Plemićke matične knjige
U doba, kad su vladari počeli podjeljivati plemstvo po grbovnici, počelo se plemićki list i grbovnice upisivati u posebne knjige, zapisnike. U Hrvatskoj počelo se time od 1557. godine, te danas postoji dvanaest svezaka zapisnika Hrvatskog sabora, u kojima su upisani plemići, koji su dobili plemićki list i grbovnice od 1557. do 1831. godine. 
- I. svezak – sabori od 1557. – 1600.
- II. svezak – sabori od 1601. – 1635
- III. svezak – sabori od 1635. – 1691.
- IV. svezak – sabori od 1691. – 1709.
- V. svezak – sabori od 1710. – 1728.
- VI. svezak – sabori od 1729. – 1738.
- VII. svezak – sabori od 1739. – 1744.
- VIII. svezak – sabori od 1745. – 1752.
- IX. svezak – sabori od 1753. – 1761.
- X. svezak – sabori od 1762. – 1773.
- XI. svezak – sabori od 1777. – 1808.
- XII. svezak – sabori od 1809. – 1831.

Ugarska je imala svoju Kraljevsku knjigu (Liber regius), a dalmatinska vlastela i Venecija svoje spise, a mletačke i talijanske općine svaka svoju Zlatnu knjigu (Libro d' oro).

### Hrvatska u okviru Ugarsko-hrvatskog kraljevstva
1. Hrvatski sabor – U Hrvatskoj su plemićki list i grbovnica, kojima je podijeljeno ugarsko-hrvatsko plemstvo, stekli punu valjanost tek proglašenjem na hrvatskom saboru. Ugarsko-hrvatsko plemstvo proglašeno na hrvatskom saboru i zabilježeno u zapisnike toga sabora, upisivalo se je i u ugarsku Kraljevsku knjigu (Liber regius)
2. Županijske skupštine – U županijskim skupštinama bilo je proglašeno plemstvo plemića, koje iz bilo kojeg razloga nije bilo proglašeno na hrvatskom saboru. U županijskim skupštinama proglašavalo se je i plemstvo doseljenih plemića po izvornoj povelji ili po svjedodžbi županije iz koje su došli. Nakon proglašenja bili su upisani u matičnu knjigu plemstva odnosne županije i dobili potvrdu da su plemići.
3. Kaptol zagrebačke biskupije	– Potpunu valjanost stjecali su plemićki list ili grbovnica, kojima je bilo podijeljeno ugarsko-hrvatsko plemstvo, ovjerovljenjem kod kaptola Zagrebačke biskupije (Locus credibilis – mjesto ovjerovljenja).

### Dalmacija pod Venecijom
1. Spisi vlasteoskih vijeća – Plemići, koji su bili primljeni u vlasteosko vijeće, bili su upisani u spise ovih vijeća.
2. Mletačke matice plemstva – Plemići, koji su plemstvo i naslov conte dobili od Venecije, bili su upisani u Ragistar senata i pod „tera ferma“, „mare“ ili „libro dei Feudi“, te su neki bili upisani u „Aureo libro dei Titolati“.
3. Razne talijanske zlatne knjige – Plemići, koji su plemstvo dobili u kojoj talijanskoj općini – Bergamo, Torcello, Chioggia, Murano, Verona … - bili su upisani u vijeće i zabilježeni u Zlatnu knjigu općine, koja im je podijelila plemstvo.

## Potvrda plemstva
Plemićkim se je obiteljima, koje su napustile svoje staro plemstvo ili nisu imali plemićki list ili grbovnicu, kod ponovnog podjeljivanja uz grbovnicu plemstva davala samo potvrda starog plemstva.
	Plemićke obitelji koje su dobile plemstvo po darovnici (bez grbovnice), kod naknadne podijele grbovnice nisu dobivale novo plemstvo, već samo potvrdu starog plemstva. Isto je bilo kod podjeljivanja pridjevka ili višeg naslova. Potvrdu plemstva uz grbovnicu dobivali su i pripadnici hrvatskog praplemstva.

## Izgubljeno plemstvo

### Oteto
Mnogim plemićima, potomcima starih plemena, pa i samim plemenima, vlasti nisu priznavali plemstvo samo da ugode nekim velikašima, koji su malim plemićima i plemenima oduzimali zemlje, šume i drugu imovinu, a mnogima bi oduzeli i samu slobodu i učinili ih svojim kmetovima.

### Nepriznato
Plemići, bježeći pred Turcima, koji su osvajali njihovu djedovinu i postojbinu, sklonili su se sami pod vlast velikaša. Neki od ovih plemića dobili su od velikaša nešto zemlje i postali vazali, službenici, sluge i vojnici. Ovako osiromašivši ovi ili njihovi potomci malo po malo postali su kmetovi. Onim plemićima koji su silom prilika morali služiti u Vojnoj krajini, nije uopće bilo priznato plemstvo, osim ako su ga opet stekli.

### Zaboravljeno
Mnogi plemići izgubili su svoje plemićke povelje bilo da su im izgorjele, bilo da su nestale u ratu ili drugdje. Nisu li ovi plemići, osim svojih plemićkih povelja imali drugih dokaza svog plemstva, bili su primorani da se ne služe plemićkim pravima. Njihovi potomci su sačuvali samo spomen na svoje plemstvo, da i njega, nakon manje ili više vremena, zaborave.

### Odloženo
Svojevoljno su neki plemići, iako su imali sva prava i dokaze svog plemstva, iz političkih ili drugih razloga, nisu se služili svojim plemstvom, a njihovi su potomci često zaboravili da su plemići.
	Iz nužde. Plemići, koji su osiromašili, stidjeli su se, čak i u najužem krugu svojih rođaka i znanaca, isticati svoje plemstvo, a njihovi potomci više i nisu znali da su plemići.

## Plemićki naslovi
Plemićki naslovi se počinju davati i koristiti s dolaskom Habsburgovaca na hrvatsko prijestolje.
- Plemić (latinski: Nobilis)
- Vitez
- Barun
- Grof
- Knez
- Vojvoda
- Nadvojvoda
- Princ

## Galerija
- Grb Babonića
- Grb Bedekovića Komorskih
- Grb Berislavića Grabarskih
- Grb Draškovića Trakošćanskih
- Grb Erdődyja
- Grb Frankapana
- Grb Gregorijanaca
- Grb Kačića
- Grb Keglevića
- Grb Kurjakovića
- Grb Nelipčića
- Grb Posedarskih
- Grb Šubića Bribirskih
- Grb Talovaca
- Grb Zrinskih

## Vanjske poveznice
- Hrvatski plemićki zbor
- Plemenita općina Turopolje
- CILANE Commission d’information et de liaison des associations nobles d’Europe
- Hrvatsko plemstvo (zbirka) Hrvatski državni arhiv
- Adelsarchiv, 1500 (ca.)-1918 (ca.) Österreichisches Staatsarchiv zbirka "Arhiv plemstva" pri Austrijskom državnom arhivu, do 1918. kao k.k. Adelsarchiv nalazila se u sklopu C.k. Ministarstva unutarnjih poslova
- Indeks Siebmacherovih grbovnika - digitalna baza podataka koja sadrži obiteljska imena, titule i grbove (više od 137,000 unosa) iz General-Index zu den Siebmacherschen Wappenbüchern 1605-1967 (Opći indeks Siebmacherovih grbovnika 1605–1967), većinom iz zemalja njemačkog govornog područja i Habsburške Monarhije